# Eugène Boban
Eugène Boban, ou André Eugène Boban-Duvergé (11 mars 1834 à Paris 10e - 2 mai 1908 à Paris 14e),, était un antiquaire français spécialisé dans les antiquités précolombiennes mésoaméricaines durant une période charnière qui vit le développement de nombreux musées et collections ethnographiques, dont le Musée d’Ethnographie du Trocadéro. Sollicité comme expert aussi bien par l’État que par les collectionneurs, les américanistes et les conservateurs, il fut de 1860 à 1890 environ le principal vendeur d’antiquités américaines ; de nombreuses pièces acquises dans la deuxième moitié du XIXe siècle sont passées entre ses mains. Parmi elles se sont glissées, à son insu ou avec sa complicité, quelques imitations ou fraudes, dont les mythiques crânes de cristal de Paris et de Londres.

## Activités
Eugène Boban naquit dans le 10e arrondissement de Paris le 10 mars 1834, fils de René Victor Boban et de Laurence Michèle Simon.
C’est seulement vers la fin du XXe siècle, suivant les recherches muséologiques sur la provenance et l’authenticité des collections, que la personnalité d’Eugène Boban a commencé à attirer l’attention du monde académique, aussi très peu est-il connu de sa vie. Antiquaire tout d’abord basé au Mexique (sous contrôle français de 1863 à 1867), il fait son entrée dans les documents officiels dans les années 1870 où il est mandaté, dans le cadre de la Commission scientifique du Mexique, pour recueillir des pièces représentatives des cultures pré-hispaniques. Le ministère de l’Instruction publique lui demande aussi d’envoyer des pièces pour l’exposition universelle de 1867.
Dans un certain nombre de documents, il est présenté comme « antiquaire de l’empereur Maximilien ». Il tient un magasin d’antiquités précolombiennes à Mexico. Vers 1870, il s’installe à Paris rue du Sommerard, puis boulevard Saint-Michel en 1882. En 1884-1885, il retourne ouvrir à Mexico une boutique-musée de quatre salles, le Museo científico, qui propose des antiquités et curiosités de différentes régions et époques. En 1886, il quitte le Mexique - peut-être à la suite du scandale causé par une tentative de vente au Musée national d’un crâne de cristal qui s’avère être un faux. Après un bref passage à New York, il revient définitivement sur Paris en 1887 et ouvre un magasin à Montrouge.
De 1888 à 1895, tout en poursuivant son commerce, il travaille pour le collectionneur Eugène Goupil à qui il a vendu en 1888 l’ensemble de son fonds mexicain de l’époque. Il classe ses collections et l’aide à les enrichir en découvrant et négociant de nouvelles pièces, rédige des notices et un album. Il négocie en particulier l’achat de la collection de manuscrits mexicains de J.M.A. Aubin, dont il rédige le catalogue.
Au cours de sa carrière, il a participé à deux congrès des américanistes (Nancy, 1875 et Copenhague, 1883) et aux trois expositions universelles de Paris (1867 – peut-être pas en personne - 1878, 1889).
Il était membre de la Société d’Ethnographie (depuis 1869), de la Société d’Anthropologie et de la Sociedad Mexicana de Geografía y Estadística (depuis 1976), et entretenait des liens avec de nombreuses personnalités du monde académique, comme Ernest-Théodore Hamy, fondateur du musée d’Ethnographie du Trocadéro, Léon de Rosny, Emmanuel Domenech ou Gumersindo Mendoza, directeur du Musée national. Son expertise fut sollicitée par des spécialistes étrangers comme l’anthropologue suisse H.J. Gosse, le naturaliste italien E. Giglioli, l’anatomiste suédois G.M. Retzius.
Eugène Boban épousa le 5 décembre 1895 (Paris 3e) Marie Héloïse Langlois, et décéda le 2 mai 1908 à son domicile, au 18 rue Thibaud, dans le 14e arrondissement de Paris.

## Provenance et destination de ses pièces
E. Boban n’était ni archéologue ni explorateur et recueillait ses pièces par l’intermédiaire de personnes diverses dont des autochtones, simples citoyens ou spécialistes comme l’archéologue Leopoldo Batres, ou bien des Français résidents ou de passage, comme le Dr Fuzier en poste à Veracruz dont il rachète la collection vers 1880-1881, ou le mexicaniste Auguste Génin. Dans les années 1870, sa position d’antiquaire de Maximilien et ses relations avec l'officier du génie Louis Toussaint Doutrelaine ont pu faciliter son accès à des excavations.
Ses pièces semblent venir en majorité du Bassin de Mexico, de Veracruz, d’Oaxaca, du Yucatan, marginalement de Durango ou d’Amérique du Sud..
Beaucoup de pièces précolombiennes vendues en France dans la deuxième moitié du XIXe siècle transitèrent par lui. S’il est difficile de connaître les ventes individuelles effectuées dans ses boutiques, on a des informations sur des transactions plus importantes. Ainsi, il donna en 1869 une cinquantaine de pièces provenant en majorité de Teotihuacan au musée Saint-Jean d’Angers, actuellement au Logis Pincé. Il vendit en 1875 près de 2000 pièces à l’explorateur Alphonse Pinart, qui les céda en 1878 au musée d’Ethnographie du Trocadero, futur musée de l’Homme, sa première donation enregistrée officiellement. Certaines d'entre elles furent ultérieurement cédées au musée national de Céramique de Sèvres et au museum d'Histoire naturelle de Lille. En 1908, il vendit environ 600 pièces au muséum d’Histoire naturelle de Rouen. On ignore par contre la destination de l’importante collection achetée en 1888 par Eugène Goupil. Malgré les approches qu’il fit auprès d’institutions ou musées américains, il semble que peu de ses pièces se soient vendues aux États-Unis.

## Problèmes d’authenticité

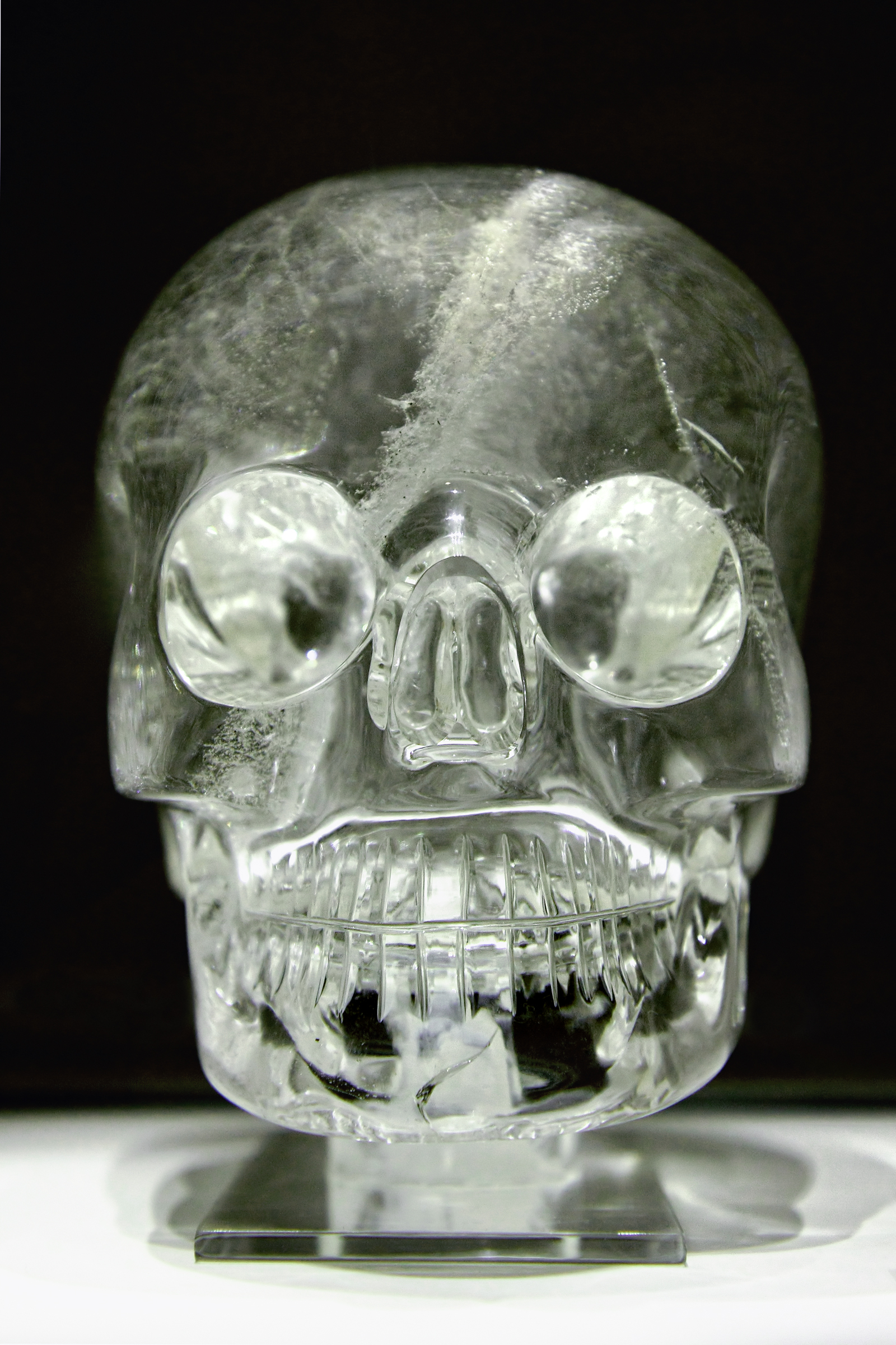
Crâne de cristal du British Museum

L’archéologie et l’ethnologie sont encore à cette époque dans leur phase débutante et il est courant que les pièces de collection soient recueillies et appréciées sans grande attention au contexte de leur découverte. Les antiquités précolombiennes sont encore mal connues et les erreurs d’interprétation fréquentes. C’est un terrain fertile pour l’écoulement de contrefaçons. L’intérêt pour la personne de Boban débute d’ailleurs au début des années 1990 avec les expertises et enquêtes concernant les crânes de cristal prisés des ésotéristes, menées à la Smithsonian Institution principalement par J. MacLaren Walsh. Selon elle, la majorité de ces crânes auraient transité par E. Boban et seraient des imitations fabriquées au XIXe siècle en Allemagne à partir de quartz brésilien. Entre 1885 et 1886, un tel crâne, découvert parait-il par Leopoldo Batres et proposé par Boban au Musée national de Mexico, aurait été refusé car identifié comme faux. En 1986, Esther Pasztory a remis en question l’authenticité d’une autre pièce-vedette de la collection Boban rachetée par Pinart, le masque de Xipe Totec du musée de l’Homme, ultérieurement confié au musée du Louvre.
Il est impossible de savoir si l’antiquaire a en l’occurrence fraudé ou s’il s’est laissé abuser. Le problème n’est de toute façon certainement pas restreint à ses marchandises. Il a lui-même mis en garde certains collectionneurs contre les contrefaçons fabriquées au Mexique et connaissait de nom certaines sources, dont deux Français. Il a par ailleurs fait fabriquer des moulages de ses pièces, offerts en tant que tels à titre publicitaire aux organisateurs des congrès des américanistes.

## Publications
Il s’agit de catalogues avec notices
- 1878 Comptoir d’archéologie préhistorique, Imprimerie de Mme veuve, Bouchard-Huzard, Paris.
- 1885 Museo científico…, Tip. de A. Vanegas, Mexico.
- 1886 The Boban collection of antiquities, curios and coins, also books, manuscripts and printed, George A. Leavitt & Co, New York.
- 1892 Documents pour servir à l’histoire du Mexique. Catalogue raisonné de la collection de M. Eugène Goupil (ancienne collection de J.M.A. Aubin…), Ernest Leroux, Paris, 2 vols T1   T2

Collection E. Eugène Goupil à Paris. Statues, statuettes et figurines mythologiques en roches dures, terres cuites et métaux. Armes, objets de parure, instruments de musique et ustensiles divers. Ancienne collection Boban, s.l.
- 1878 Exposition universelle de 1878 à Paris, Catalogue spécial de l’exposition des sciences anthropologiques, Imprimerie nationale, Paris.
- 1889 Exposition universelle de 1889 à Paris, Exposition rétrospective du travail et des sciences anthropologiques. Section I : anthropologie, ethnographie, imprimerie L. Danel, Lille

### Sources
- Pascal Riviale, Eugène Boban ou les aventures d’un antiquaire au pays des américanistes, Journal de la Société des Américanistes, 2001, tome 87. en ligne
- Jane MacLaren Walsh What is real? A New Look at PreColumbian Mesoamerican Collections, Anthro Notes, vol.26, spring 2005. lire en ligne